# Conophytum bilobum
Conophytum bilobum es una especie de planta suculenta perteneciente a la familia de las aizoáceas.  Es originaria de Sudáfrica.

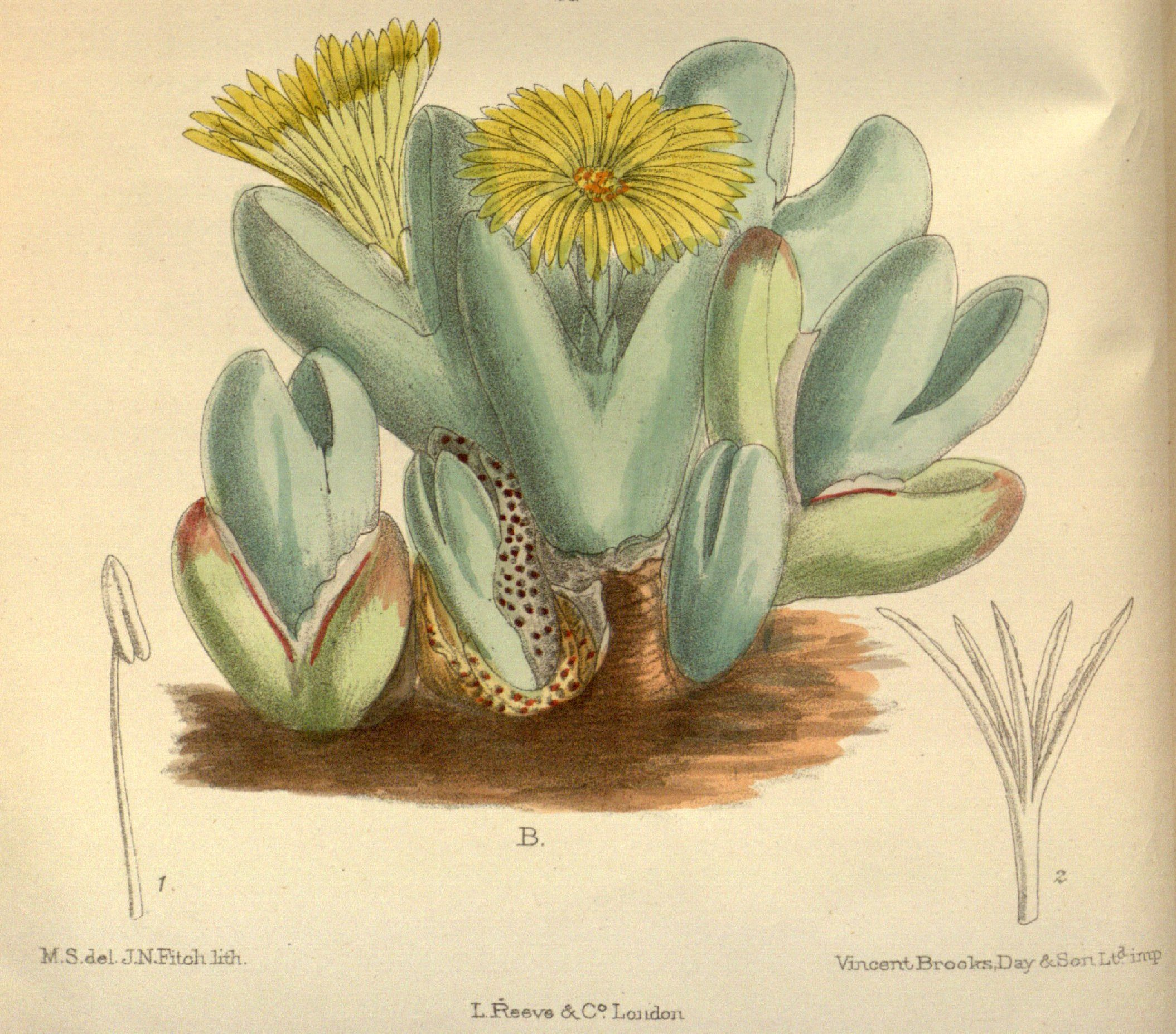
Ilustración

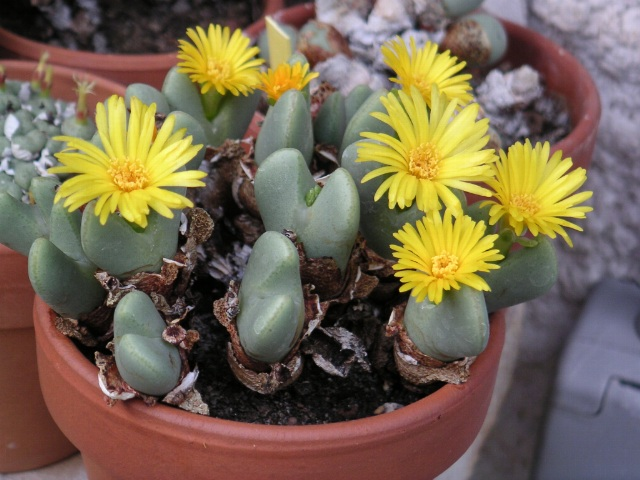
Como planta ornamental

## Descripción
Es una pequeña planta suculenta perennifolia de pequeño tamaño que alcanza los 10 cm de altura a una altitud de  600 - 800 metros en Sudáfrica.
Está formada por pequeños cuerpos carnosos que forman grupos compactos de hojas casi esféricas, soldadas hasta el punto de que sólo una muy pequeña diferencia separan a las dos hojas. En la naturaleza, los grupos de hojas se esconden entre las rocas y en las grietas, que retienen depósitos apreciable de arcilla y arena.

## Taxonomía
Conophytum bilobum fue descrita por (Marloth) N.E.Br. y publicado en Gard. Chron. 1922, Ser. III. lxxii. 83.
Etimología
conophytum: nombre genérico que deriva de las palabras griegas: κωνος (cono) = "cono" y φυτόν (phyton) = "planta".
bilobum: epíteto latino que significa "con dos lóbulos".
Variedades
- Conophytum bilobum subsp. altum (L.Bolus) S.A.Hammer
- Conophytum bilobum subsp. gracilistylum (L.Bolus) S.A.Hammer